# Charles Lecocq
Alexandre-Charles Lecocq (París, 3 de juny de 1832 - 24 d'octubre de 1918) fou un músic francès, compositor d'operetes.
Provinent d'una família amb pocs recursos econòmics, des de molt petit una malaltia (tuberculosi) l'obligarà a portar crosses tota la seva vida. Va estudiar al Conservatori de París, al mateix temps que Georges Bizet, i Saint-Saëns, al costat d'Halévy i de François Bazin. Aborda el gènere de l'opereta arran d'un concurs organitzat per Offenbach l'any 1856. Guanya el primer premi, entre un total de 78 candidats i ex aequo, amb Bizet. Aquest fet li determinarà la seva carrera musical i a partir d'aleshores compon aquest gènere musical, lleuger i divertit, de moda. L'any 1872, obté el seu èxit més sonat amb l'estrena de La filla de la senyora Angot (La Fille de madame Angot), amb llibret de Siraudin, Koning i Clairville. El 1872 Lecocq s'instal·là a Brussel·les, i amb l'èxit de Les Cent Vierges s'inicia la seva carrera europea.
Entre els anys 1895 i 1897 va escriure una sèrie d'articles titulats "Mes cauchemars" (els meus malsons),al diari "La Gazette parisienne", on denuncia la negligència dels llibretistes, l'oportunisme dels directors i la superficialitat del públic.
L'any 1900 va rebre la Legió d'Honor.

## Obra
- Le Docteur miracle, 1857
- Fleur de thé, 1868
- Les Jumeaux de Bergame, 1868
- Le Carnaval d'un merle blanc, 1868
- Gandolfo, 1869
- Le Rajah de Mysore, 1869
- Le Beau Dunois, 1870
- Le Testament de M. de Crac, 1871
- Le Barbier de Trouville, 1871
- Sauvons la caisse!, 1871
- Les Cent Vierges, 1872
- La Fille de madame Angot, 1873. En aquesta obra, triomfà i creà el rol de Clairette la cantant Paula Marié de L'Isle filla del baríton i professor de cant Claude-Marie-Mécène Marié de L'Isle.[2]
- Girofle-Girofla, 1874
- Les Prés Saint-Gervais, 1874
- Le Pompom, 1874
- La Petite Mariée, 1875
- Kosiki, 1876
- La Marjolaine, 1877
- Le Petit Duc, 1878
- Le Camargo, 1878
- La Petite Mademoiselle, 1879
- Le Grand Casimir, 1879
- La Jolie Persane, 1879
- Le Jour et la Nuit, 1881
- Janot, 1881
- Le Coeur et la main, 1882
- La Princesse des Canaries, 1883
- L'Oiseau bleu, 1884
- La Vie mondaine, 1885
- Plutus, 1886
- Les Grenadiers de Montcornette, 1887
- Ali Baba, 1887
- La Volière, 1888
- La Belle au bois dormant,1900

## Adaptacions en català
- L'hortolana del Born. Adaptació de Joan Molas i Casas de l'opereta La Fille de madame Angot. Estrenada al Teatre Espanyol de Barcelona el 23 de novembre de 1883.